# Tuningen
Tuningen – miejscowość i gmina w Niemczech, w kraju związkowym Badenia-Wirtembergia, w rejencji Fryburg, w regionie Schwarzwald-Baar-Heuberg, w powiecie Schwarzwald-Baar, wchodzi w skład wspólnoty administracyjnej Villingen-Schwenningen.
Miejscowość Tuningen położona jest przy skrzyżowaniu drodze krajowej 523 (Tuttlingen - Villingen-Schwenningen) i autostradzie 81 (Würzburg - Gottmadingen) i posiada własny węzeł drogowy (nr 36). 

## Współpraca
- Camogli, Włochy